# 景行天皇
景行天皇（けいこうてんのう、垂仁天皇17年 - 景行天皇60年11月7日）は、日本の第12代天皇（在位：景行天皇元年7月11日 - 同60年11月7日）。『日本書紀』での名は大足彦忍代別天皇。日本武尊（ヤマトタケル）の父。纒向遺跡付近に都したと伝えられる最後の天皇であり、考古学上、実在したとすれば4世紀前期から中期の大王と推定されるが、定かではない。

## 略歴
活目天皇（垂仁天皇）の第三皇子、母は日葉酢媛命（ひばすひめのみこと。開化天皇の曾孫）。垂仁天皇37年1月1日に21歳で立太子。
父皇が崩御した翌年に即位。即位2年、3月3日に播磨稲日大郎姫を皇后とした。皇后との間には大碓皇子、小碓尊らを得ている。即位4年、美濃国に行幸。八坂入媛命を妃として稚足彦尊（成務天皇）、五百城入彦皇子らを得た。即位12年、九州に親征して熊襲・土蜘蛛を征伐。即位27年、熊襲が再叛すると小碓尊（16歳）を遣わして川上梟帥を討たせた。即位40年、前もって武内宿禰に視察させた東国の蝦夷平定を小碓尊改め日本武尊に命じた。3年後、帰途に伊勢国能褒野で30歳で逝去した日本武尊を埋葬し、大和国と河内国にも白鳥陵を造る。即位51年、8月4日に稚足彦尊を立太子し、武内宿禰を棟梁の臣とした。即位52年、5月4日の播磨稲日大郎姫の崩御に伴い7月7日に八坂入媛命を立后。即位53年から54年にかけて日本武尊の事績を確認するため東国巡幸。即位58年、近江国に行幸し高穴穂宮に滞在すること3年。即位60年、同地で崩御。

## 名
- 大足彦忍代別天皇（おおたらしひこおしろわけのすめらみこと） - 『日本書紀』、和風諡号
- 大足彦尊（おおたらしひこのみこと） - 『日本書紀』
- 大帯日子淤斯呂和氣天皇（おおたらしひこおしろわけのすめらみこと） - 『古事記』
- 大足日子天皇（おおたらしひこのすめらみこと） - 常陸風土記
- 大帯日子天皇（おおたらしひこのすめらみこと） - 播磨風土記
- 大帯日古天皇（おおたらしひこのすめらみこと） - 播磨風土記
- 大帯比古天皇（おおたらしひこのすめらみこと） - 播磨風土記

漢風諡号である「景行天皇」は、代々の天皇と同様、日本書紀の編纂から50~60年後に淡海三船によって撰進された。

## 事績

### 美濃行幸
『日本書紀』によれば父帝が崩御した翌年の7月に即位。
即位2年、播磨稲日大郎姫を立后。子には大碓皇子や小碓尊（後の日本武尊）がいた。
即位4年、美濃国に行幸。美人と名高い弟姫を妃にしようと泳宮（くくりのみや）に滞在した。しかし拒絶されたため、姉の八坂入媛命を妃とした。同じころ、美濃国造の2人の娘が美人であると聞いて妃にしたいと思った。そこで大碓皇子を派遣したが、大碓皇子は姉妹の美しさのあまり使命を忘れて密通し役目を果たさなかった。天皇はこれを恨んだと言う。
『古事記』には、天皇の美濃行幸は記されていないが、冒頭の系譜で八尺入日売命を娶って成務天皇らを生んだことを記している。また大碓命と三野（美濃）国造の2人の娘について『日本書紀』と似た伝承を記し、次のような伝承も記している。天皇は朝夕の食膳に参上しない兄（兄の名は記されていないが、一般には大碓命と考えられている）を参上させるため、小碓命によく教え諭すよう命じた。しかし数日しても何も変わりがないため小碓命に聞くと既に教え諭したという。どのように諭したのか聞くと厠に入るのを待ち伏せして打ちのめし、手足を引き千切って投げ捨てたという。「教え諭す」という言葉を「思い知らせる」、つまり処刑だと勘違いしたのである。小碓命、のちの倭建命（ヤマトタケル）は恐れられ疎まれ、危険な遠征任務に送り出されるようになった。なお、これはあくまで『古事記』での話であり、『日本書紀』では大碓皇子の惨殺はない。日本武尊（ヤマトタケル）と天皇の仲も後述するように良好である。

### 九州巡幸
即位12年8月、熊襲（現在の南九州に居住したとされる）が背いたので征伐すべく天皇自ら西下。
同年9月、周防国の娑麼（さば、山口県防府市）に着くと神夏磯媛という女酋が投降してきた。神夏磯媛は鼻垂、耳垂、麻剥、土折猪折という賊に抵抗の意思があるので征伐するよう上奏した。そこでまず麻剥に赤い服や褌、様々な珍しいものを与え、他の三人も呼びよせたところをまとめて誅殺した。同月、筑紫（九州）に入り豊前国の長峡県に行宮（かりみや）を設けた。そこでここを京都郡（福岡県行橋市）と呼ぶ。
同年10月、豊後国の碩田（おおきた、大分県大分市）に進むと速津媛という女酋が現れた。速津媛によると天皇に従う意思がない土蜘蛛がいて青、白、打猿、八田という。そこで進軍をやめて來田見邑に留まり群臣と土蜘蛛を討つ計画を立てた。まず特に勇猛な兵士を選んで椿の木槌を与え、石室の青と白を稲葉の川上に追い立てて賊軍を壊滅させた。椿の槌をつくった所を海石榴市（つばきち）といい、血が大量に流れた所を血田という。続いて打猿を討とうとしたところ、禰疑山（ねぎやま）で散々に射かけられてしまった。一旦退却して川のほとりで占いをし、兵を整えると再び進軍。八田を禰疑野（ねぎの）で破った。これを見た打猿は勝つ見込みがないと思い降服したが、天皇は許さず誅殺した。
同年11月、日向国に入り行宮（かりみや）を設けた。これを高屋宮という。12月、襲国にいるという厚鹿文 （熊襲梟帥、くまそたける）を討つ計画を立てた。熊襲梟帥は強大で戦えばただでは済まないことがわかっていた。そこで熊襲梟帥の娘である市乾鹿文（いちふかや）と市鹿文（いちかや）の姉妹に贈り物をして妃にし、熊襲の拠点を聞きだした上で奇襲することになった。姉妹は策に嵌まり、姉の市乾鹿文は特に寵愛された。あるとき市乾鹿文は兵を一、二人連れて熊襲梟帥のところに戻った。そして父に酒を飲ませて泥酔させ兵に殺させた。そこまでは考えていなかった天皇は市乾鹿文の親不孝を咎めて誅殺し、妹は火国造に送り飛ばしてしまった。翌年夏に熊襲平定は完了し、その地の美人の御刀媛を妃として豊国別皇子を得た。日向国造の祖である。
即位17年、高屋宮に留まること六年経ち、子湯県の丹裳小野で朝日を見てこの国を「日向」と名付けた。そして野原の岩の上に立ち、都を思って思邦歌（くにしのびうた）を詠んだ。
- 愛しきよし 我家の方ゆ 雲居立ち来も
- 倭は　国のまほろば　たたなづく　青垣　山隠れる　倭しうるはし（『日本書紀』歌謡三一）[注 1]
- 命の全けむ人は 畳薦（たたみこも） 平群の山の 白橿が枝を 髻華（うず）に挿せ この子

即位18年、3月に都へ向け出立。夷守（宮崎県小林市）で諸縣君の泉媛の歓待を受けた。熊県（熊本県球磨郡）に進み、首長である熊津彦兄弟の兄を従わせ弟を誅殺した。葦北（同葦北郡）、火国（熊本県）、高来県（長崎県諫早市または佐賀県多久市）を経て玉杵名邑（熊本県玉名市）で津頬という土蜘蛛を誅殺。さらに阿蘇国（熊本県阿蘇郡）、御木（福岡県大牟田市）、的邑（いくはのむら、福岡県浮羽郡）へと至った。道中では地名由来説話が多く残されている。
即位19年、9月に還御。なお『古事記』に九州巡幸は一切記されていないが、冒頭の系譜記事で日向の美波迦斯毘売（みはかしびめ）を娶って豊国別王を生んだこと、その子孫は日向国造であることを記している。

### 日本武尊の活躍
即位25年7月から27年2月、武内宿禰に東国を視察させて豊かな土地（蝦夷、日高見国）を発見する。
即位27年8月、熊襲が再叛。10月に小碓尊（16歳）に命じて熊襲を征討させる。小碓尊は首長の川上梟帥を謀殺して日本武尊の名を得る。翌年に復命。
即位40年8月、大碓皇子に東国の蝦夷を平定するよう命じる。しかし大碓皇子は危険な任務を拒否し美濃国に封じられた。結局、日本武尊が東征に向かうこととなり、途中の伊勢神宮で叔母の倭姫命（やまとひめのみこと）から草薙剣を授かった。陸奥国に入り、戦わずして蝦夷を平定。日高見国から新治（茨城県真壁郡）・甲斐国酒折宮・信濃国を経て尾張国に戻り、宮簀媛（みやずひめ）と結婚。その後近江国に出向くが、胆吹山の荒神に祟られて身体不調になる。日本武尊はそのまま伊勢国に入るが能褒野（のぼの、三重県亀山市）で病篤くなり30歳で崩御、埋葬された後に白鳥となって飛び去った。途中で舞い降りた大和国と河内国にも白鳥陵が造られた。出発から三年後のことである。天皇は日本武尊の死を深く嘆き悲しんだ。
即位51年、稚足彦尊を立太子し、武内宿禰を棟梁の臣とした。
即位53年、日本武尊を追慕して東国巡幸に出る。まず伊勢に入り東海を巡って10月に上総国に到着、12月に東国から戻って伊勢に滞在、翌年9月に纒向宮に帰った。
即位55年、伯父である豊城命の孫の彦狭島王を東山道十五国の都督とした。しかし任地に向かう途上、春日の穴咋村で亡くなってしまった。そこで翌年に改めて彦狭島王の子の御諸別王を派遣した。
即位58年に近江国に行幸。志賀高穴穂宮に滞在すること3年。『古事記』は天皇の東国巡幸、近江行幸を記していない。志賀高穴穂宮は『古事記』では次代の稚足彦天皇（成務天皇）の都とされている。
即位60年11月、崩御。

## 系譜

### 系図
|                           |                           |                           |                           |                           |                           |  |  |              |              |              |              |              |              |  |  |                           |                           |                           |                           |                           |                           |  |  |                         |                         |                         |                         |                         |                         |  |  |             |             |             |             |             |             |  |  |                             |                             |                             |                             |                             |                             |  |  |                |                |                |                |                |                |  |  |                           |                           |                           |                           |                           |                           |  |  |  |  |  |  |  |  |  |  |  |  |  |  |  |  |  |  |  |  |  |  |  |  |  |  |  |  |  |  |
|                           |                           |                           |                           |                           |                           |  |  |              |              |              |              |              |              |  |  |                           |                           |                           |                           |                           |                           |  |  |                         |                         |                         |                         |                         |                         |  |  |             |             |             |             |             |             |  |  |                             |                             |                             |                             |                             |                             |  |  |                |                |                |                |                |                |  |  |                           |                           |                           |                           |                           |                           |  |  |  |  |  |  |  |  |  |  |  |  |  |  |  |  |  |  |  |  |  |  |  |  |  |  |  |  |  |  |
|                           |                           |                           |                           |                           |                           |  |  | 10 崇神天皇  | 10 崇神天皇  | 10 崇神天皇  | 10 崇神天皇  | 10 崇神天皇  | 10 崇神天皇  |  |  | 彦坐王                    | 彦坐王                    | 彦坐王                    | 彦坐王                    | 彦坐王                    | 彦坐王                    |  |  |                         |                         |                         |                         |                         |                         |  |  |             |             |             |             |             |             |  |  |                             |                             |                             |                             |                             |                             |  |  |                |                |                |                |                |                |  |  |                           |                           |                           |                           |                           |                           |  |  |  |  |  |  |  |  |  |  |  |  |  |  |  |  |  |  |  |  |  |  |  |  |  |  |  |  |  |  |
|                           |                           |                           |                           |                           |                           |  |  | 10 崇神天皇  | 10 崇神天皇  | 10 崇神天皇  | 10 崇神天皇  | 10 崇神天皇  | 10 崇神天皇  |  |  | 彦坐王                    | 彦坐王                    | 彦坐王                    | 彦坐王                    | 彦坐王                    | 彦坐王                    |  |  |                         |                         |                         |                         |                         |                         |  |  |             |             |             |             |             |             |  |  |                             |                             |                             |                             |                             |                             |  |  |                |                |                |                |                |                |  |  |                           |                           |                           |                           |                           |                           |  |  |  |  |  |  |  |  |  |  |  |  |  |  |  |  |  |  |  |  |  |  |  |  |  |  |  |  |  |  |
|                           |                           |                           |                           |                           |                           |  |  |              |              |              |              |              |              |  |  |                           |                           |                           |                           |                           |                           |  |  |                         |                         |                         |                         |                         |                         |  |  |             |             |             |             |             |             |  |  |                             |                             |                             |                             |                             |                             |  |  |                |                |                |                |                |                |  |  |                           |                           |                           |                           |                           |                           |  |  |  |  |  |  |  |  |  |  |  |  |  |  |  |  |  |  |  |  |  |  |  |  |  |  |  |  |  |  |
| 豊城入彦命                | 豊城入彦命                | 豊城入彦命                | 豊城入彦命                | 豊城入彦命                | 豊城入彦命                |  |  | 11 垂仁天皇  | 11 垂仁天皇  | 11 垂仁天皇  | 11 垂仁天皇  | 11 垂仁天皇  | 11 垂仁天皇  |  |  | 丹波道主命                | 丹波道主命                | 丹波道主命                | 丹波道主命                | 丹波道主命                | 丹波道主命                |  |  | 山代之大筒木真若王      | 山代之大筒木真若王      | 山代之大筒木真若王      | 山代之大筒木真若王      | 山代之大筒木真若王      | 山代之大筒木真若王      |  |  |             |             |             |             |             |             |  |  |                             |                             |                             |                             |                             |                             |  |  |                |                |                |                |                |                |  |  |                           |                           |                           |                           |                           |                           |  |  |  |  |  |  |  |  |  |  |  |  |  |  |  |  |  |  |  |  |  |  |  |  |  |  |  |  |  |  |
| 豊城入彦命                | 豊城入彦命                | 豊城入彦命                | 豊城入彦命                | 豊城入彦命                | 豊城入彦命                |  |  | 11 垂仁天皇  | 11 垂仁天皇  | 11 垂仁天皇  | 11 垂仁天皇  | 11 垂仁天皇  | 11 垂仁天皇  |  |  | 丹波道主命                | 丹波道主命                | 丹波道主命                | 丹波道主命                | 丹波道主命                | 丹波道主命                |  |  | 山代之大筒木真若王      | 山代之大筒木真若王      | 山代之大筒木真若王      | 山代之大筒木真若王      | 山代之大筒木真若王      | 山代之大筒木真若王      |  |  |             |             |             |             |             |             |  |  |                             |                             |                             |                             |                             |                             |  |  |                |                |                |                |                |                |  |  |                           |                           |                           |                           |                           |                           |  |  |  |  |  |  |  |  |  |  |  |  |  |  |  |  |  |  |  |  |  |  |  |  |  |  |  |  |  |  |
|                           |                           |                           |                           |                           |                           |  |  |              |              |              |              |              |              |  |  |                           |                           |                           |                           |                           |                           |  |  |                         |                         |                         |                         |                         |                         |  |  |             |             |             |             |             |             |  |  |                             |                             |                             |                             |                             |                             |  |  |                |                |                |                |                |                |  |  |                           |                           |                           |                           |                           |                           |  |  |  |  |  |  |  |  |  |  |  |  |  |  |  |  |  |  |  |  |  |  |  |  |  |  |  |  |  |  |
| 〔上毛野氏〕 〔下毛野氏〕 | 〔上毛野氏〕 〔下毛野氏〕 | 〔上毛野氏〕 〔下毛野氏〕 | 〔上毛野氏〕 〔下毛野氏〕 | 〔上毛野氏〕 〔下毛野氏〕 | 〔上毛野氏〕 〔下毛野氏〕 |  |  | 12 景行天皇  | 12 景行天皇  | 12 景行天皇  | 12 景行天皇  | 12 景行天皇  | 12 景行天皇  |  |  | 倭姫命                    | 倭姫命                    | 倭姫命                    | 倭姫命                    | 倭姫命                    | 倭姫命                    |  |  | 迦邇米雷王              | 迦邇米雷王              | 迦邇米雷王              | 迦邇米雷王              | 迦邇米雷王              | 迦邇米雷王              |  |  |             |             |             |             |             |             |  |  |                             |                             |                             |                             |                             |                             |  |  |                |                |                |                |                |                |  |  |                           |                           |                           |                           |                           |                           |  |  |  |  |  |  |  |  |  |  |  |  |  |  |  |  |  |  |  |  |  |  |  |  |  |  |  |  |  |  |
| 〔上毛野氏〕 〔下毛野氏〕 | 〔上毛野氏〕 〔下毛野氏〕 | 〔上毛野氏〕 〔下毛野氏〕 | 〔上毛野氏〕 〔下毛野氏〕 | 〔上毛野氏〕 〔下毛野氏〕 | 〔上毛野氏〕 〔下毛野氏〕 |  |  | 12 景行天皇  | 12 景行天皇  | 12 景行天皇  | 12 景行天皇  | 12 景行天皇  | 12 景行天皇  |  |  | 倭姫命                    | 倭姫命                    | 倭姫命                    | 倭姫命                    | 倭姫命                    | 倭姫命                    |  |  | 迦邇米雷王              | 迦邇米雷王              | 迦邇米雷王              | 迦邇米雷王              | 迦邇米雷王              | 迦邇米雷王              |  |  |             |             |             |             |             |             |  |  |                             |                             |                             |                             |                             |                             |  |  |                |                |                |                |                |                |  |  |                           |                           |                           |                           |                           |                           |  |  |  |  |  |  |  |  |  |  |  |  |  |  |  |  |  |  |  |  |  |  |  |  |  |  |  |  |  |  |
|                           |                           |                           |                           |                           |                           |  |  |              |              |              |              |              |              |  |  |                           |                           |                           |                           |                           |                           |  |  |                         |                         |                         |                         |                         |                         |  |  |             |             |             |             |             |             |  |  |                             |                             |                             |                             |                             |                             |  |  |                |                |                |                |                |                |  |  |                           |                           |                           |                           |                           |                           |  |  |  |  |  |  |  |  |  |  |  |  |  |  |  |  |  |  |  |  |  |  |  |  |  |  |  |  |  |  |
|                           |                           |                           |                           |                           |                           |  |  | 日本武尊     | 日本武尊     | 日本武尊     | 日本武尊     | 日本武尊     | 日本武尊     |  |  | 13 成務天皇               | 13 成務天皇               | 13 成務天皇               | 13 成務天皇               | 13 成務天皇               | 13 成務天皇               |  |  | 息長宿禰王              | 息長宿禰王              | 息長宿禰王              | 息長宿禰王              | 息長宿禰王              | 息長宿禰王              |  |  |             |             |             |             |             |             |  |  |                             |                             |                             |                             |                             |                             |  |  |                |                |                |                |                |                |  |  |                           |                           |                           |                           |                           |                           |  |  |  |  |  |  |  |  |  |  |  |  |  |  |  |  |  |  |  |  |  |  |  |  |  |  |  |  |  |  |
|                           |                           |                           |                           |                           |                           |  |  | 日本武尊     | 日本武尊     | 日本武尊     | 日本武尊     | 日本武尊     | 日本武尊     |  |  | 13 成務天皇               | 13 成務天皇               | 13 成務天皇               | 13 成務天皇               | 13 成務天皇               | 13 成務天皇               |  |  | 息長宿禰王              | 息長宿禰王              | 息長宿禰王              | 息長宿禰王              | 息長宿禰王              | 息長宿禰王              |  |  |             |             |             |             |             |             |  |  |                             |                             |                             |                             |                             |                             |  |  |                |                |                |                |                |                |  |  |                           |                           |                           |                           |                           |                           |  |  |  |  |  |  |  |  |  |  |  |  |  |  |  |  |  |  |  |  |  |  |  |  |  |  |  |  |  |  |
|                           |                           |                           |                           |                           |                           |  |  | 14 仲哀天皇  | 14 仲哀天皇  | 14 仲哀天皇  | 14 仲哀天皇  | 14 仲哀天皇  | 14 仲哀天皇  |  |  |                           |                           |                           |                           |                           |                           |  |  | 神功皇后 （仲哀天皇后） | 神功皇后 （仲哀天皇后） | 神功皇后 （仲哀天皇后） | 神功皇后 （仲哀天皇后） | 神功皇后 （仲哀天皇后） | 神功皇后 （仲哀天皇后） |  |  |             |             |             |             |             |             |  |  |                             |                             |                             |                             |                             |                             |  |  |                |                |                |                |                |                |  |  |                           |                           |                           |                           |                           |                           |  |  |  |  |  |  |  |  |  |  |  |  |  |  |  |  |  |  |  |  |  |  |  |  |  |  |  |  |  |  |
|                           |                           |                           |                           |                           |                           |  |  | 14 仲哀天皇  | 14 仲哀天皇  | 14 仲哀天皇  | 14 仲哀天皇  | 14 仲哀天皇  | 14 仲哀天皇  |  |  |                           |                           |                           |                           |                           |                           |  |  | 神功皇后 （仲哀天皇后） | 神功皇后 （仲哀天皇后） | 神功皇后 （仲哀天皇后） | 神功皇后 （仲哀天皇后） | 神功皇后 （仲哀天皇后） | 神功皇后 （仲哀天皇后） |  |  |             |             |             |             |             |             |  |  |                             |                             |                             |                             |                             |                             |  |  |                |                |                |                |                |                |  |  |                           |                           |                           |                           |                           |                           |  |  |  |  |  |  |  |  |  |  |  |  |  |  |  |  |  |  |  |  |  |  |  |  |  |  |  |  |  |  |
|                           |                           |                           |                           |                           |                           |  |  | 15 応神天皇  |              |              |              |              |              |  |  |                           |                           |                           |                           |                           |                           |  |  |                         |                         |                         |                         |                         |                         |  |  |             |             |             |             |             |             |  |  |                             |                             |                             |                             |                             |                             |  |  |                |                |                |                |                |                |  |  |                           |                           |                           |                           |                           |                           |  |  |  |  |  |  |  |  |  |  |  |  |  |  |  |  |  |  |  |  |  |  |  |  |  |  |  |  |  |  |
|                           |                           |                           |                           |                           |                           |  |  |              |              |              |              |              |              |  |  |                           |                           |                           |                           |                           |                           |  |  |                         |                         |                         |                         |                         |                         |  |  |             |             |             |             |             |             |  |  |                             |                             |                             |                             |                             |                             |  |  |                |                |                |                |                |                |  |  |                           |                           |                           |                           |                           |                           |  |  |  |  |  |  |  |  |  |  |  |  |  |  |  |  |  |  |  |  |  |  |  |  |  |  |  |  |  |  |
|                           |                           |                           |                           |                           |                           |  |  |              |              |              |              |              |              |  |  |                           |                           |                           |                           |                           |                           |  |  |                         |                         |                         |                         |                         |                         |  |  |             |             |             |             |             |             |  |  |                             |                             |                             |                             |                             |                             |  |  |                |                |                |                |                |                |  |  |                           |                           |                           |                           |                           |                           |  |  |  |  |  |  |  |  |  |  |  |  |  |  |  |  |  |  |  |  |  |  |  |  |  |  |  |  |  |  |
|                           |                           |                           |                           |                           |                           |  |  | 16 仁徳天皇  | 16 仁徳天皇  | 16 仁徳天皇  | 16 仁徳天皇  | 16 仁徳天皇  | 16 仁徳天皇  |  |  | 菟道稚郎子                | 菟道稚郎子                | 菟道稚郎子                | 菟道稚郎子                | 菟道稚郎子                | 菟道稚郎子                |  |  |                         |                         |                         |                         |                         |                         |  |  |             |             |             |             |             |             |  |  |                             |                             |                             |                             |                             |                             |  |  | 稚野毛二派皇子 | 稚野毛二派皇子 | 稚野毛二派皇子 | 稚野毛二派皇子 | 稚野毛二派皇子 | 稚野毛二派皇子 |  |  |                           |                           |                           |                           |                           |                           |  |  |  |  |  |  |  |  |  |  |  |  |  |  |  |  |  |  |  |  |  |  |  |  |  |  |  |  |  |  |
|                           |                           |                           |                           |                           |                           |  |  | 16 仁徳天皇  | 16 仁徳天皇  | 16 仁徳天皇  | 16 仁徳天皇  | 16 仁徳天皇  | 16 仁徳天皇  |  |  | 菟道稚郎子                | 菟道稚郎子                | 菟道稚郎子                | 菟道稚郎子                | 菟道稚郎子                | 菟道稚郎子                |  |  |                         |                         |                         |                         |                         |                         |  |  |             |             |             |             |             |             |  |  |                             |                             |                             |                             |                             |                             |  |  | 稚野毛二派皇子 | 稚野毛二派皇子 | 稚野毛二派皇子 | 稚野毛二派皇子 | 稚野毛二派皇子 | 稚野毛二派皇子 |  |  |                           |                           |                           |                           |                           |                           |  |  |  |  |  |  |  |  |  |  |  |  |  |  |  |  |  |  |  |  |  |  |  |  |  |  |  |  |  |  |
|                           |                           |                           |                           |                           |                           |  |  |              |              |              |              |              |              |  |  |                           |                           |                           |                           |                           |                           |  |  |                         |                         |                         |                         |                         |                         |  |  |             |             |             |             |             |             |  |  |                             |                             |                             |                             |                             |                             |  |  |                |                |                |                |                |                |  |  |                           |                           |                           |                           |                           |                           |  |  |  |  |  |  |  |  |  |  |  |  |  |  |  |  |  |  |  |  |  |  |  |  |  |  |  |  |  |  |
|                           |                           |                           |                           |                           |                           |  |  | 17 履中天皇  | 17 履中天皇  | 17 履中天皇  | 17 履中天皇  | 17 履中天皇  | 17 履中天皇  |  |  | 18 反正天皇               | 18 反正天皇               | 18 反正天皇               | 18 反正天皇               | 18 反正天皇               | 18 反正天皇               |  |  | 19 允恭天皇             | 19 允恭天皇             | 19 允恭天皇             | 19 允恭天皇             | 19 允恭天皇             | 19 允恭天皇             |  |  |             |             |             |             |             |             |  |  |                             |                             |                             |                             |                             |                             |  |  | 意富富杼王     | 意富富杼王     | 意富富杼王     | 意富富杼王     | 意富富杼王     | 意富富杼王     |  |  | 忍坂大中姫 （允恭天皇后） | 忍坂大中姫 （允恭天皇后） | 忍坂大中姫 （允恭天皇后） | 忍坂大中姫 （允恭天皇后） | 忍坂大中姫 （允恭天皇后） | 忍坂大中姫 （允恭天皇后） |  |  |  |  |  |  |  |  |  |  |  |  |  |  |  |  |  |  |  |  |  |  |  |  |  |  |  |  |  |  |
|                           |                           |                           |                           |                           |                           |  |  | 17 履中天皇  | 17 履中天皇  | 17 履中天皇  | 17 履中天皇  | 17 履中天皇  | 17 履中天皇  |  |  | 18 反正天皇               | 18 反正天皇               | 18 反正天皇               | 18 反正天皇               | 18 反正天皇               | 18 反正天皇               |  |  | 19 允恭天皇             | 19 允恭天皇             | 19 允恭天皇             | 19 允恭天皇             | 19 允恭天皇             | 19 允恭天皇             |  |  |             |             |             |             |             |             |  |  |                             |                             |                             |                             |                             |                             |  |  | 意富富杼王     | 意富富杼王     | 意富富杼王     | 意富富杼王     | 意富富杼王     | 意富富杼王     |  |  | 忍坂大中姫 （允恭天皇后） | 忍坂大中姫 （允恭天皇后） | 忍坂大中姫 （允恭天皇后） | 忍坂大中姫 （允恭天皇后） | 忍坂大中姫 （允恭天皇后） | 忍坂大中姫 （允恭天皇后） |  |  |  |  |  |  |  |  |  |  |  |  |  |  |  |  |  |  |  |  |  |  |  |  |  |  |  |  |  |  |
|                           |                           |                           |                           |                           |                           |  |  |              |              |              |              |              |              |  |  |                           |                           |                           |                           |                           |                           |  |  |                         |                         |                         |                         |                         |                         |  |  |             |             |             |             |             |             |  |  |                             |                             |                             |                             |                             |                             |  |  |                |                |                |                |                |                |  |  |                           |                           |                           |                           |                           |                           |  |  |  |  |  |  |  |  |  |  |  |  |  |  |  |  |  |  |  |  |  |  |  |  |  |  |  |  |  |  |
|                           |                           |                           |                           |                           |                           |  |  | 市辺押磐皇子 | 市辺押磐皇子 | 市辺押磐皇子 | 市辺押磐皇子 | 市辺押磐皇子 | 市辺押磐皇子 |  |  | 木梨軽皇子                | 木梨軽皇子                | 木梨軽皇子                | 木梨軽皇子                | 木梨軽皇子                | 木梨軽皇子                |  |  | 20 安康天皇             | 20 安康天皇             | 20 安康天皇             | 20 安康天皇             | 20 安康天皇             | 20 安康天皇             |  |  | 21 雄略天皇 | 21 雄略天皇 | 21 雄略天皇 | 21 雄略天皇 | 21 雄略天皇 | 21 雄略天皇 |  |  |                             |                             |                             |                             |                             |                             |  |  | 乎非王         | 乎非王         | 乎非王         | 乎非王         | 乎非王         | 乎非王         |  |  |                           |                           |                           |                           |                           |                           |  |  |  |  |  |  |  |  |  |  |  |  |  |  |  |  |  |  |  |  |  |  |  |  |  |  |  |  |  |  |
|                           |                           |                           |                           |                           |                           |  |  | 市辺押磐皇子 | 市辺押磐皇子 | 市辺押磐皇子 | 市辺押磐皇子 | 市辺押磐皇子 | 市辺押磐皇子 |  |  | 木梨軽皇子                | 木梨軽皇子                | 木梨軽皇子                | 木梨軽皇子                | 木梨軽皇子                | 木梨軽皇子                |  |  | 20 安康天皇             | 20 安康天皇             | 20 安康天皇             | 20 安康天皇             | 20 安康天皇             | 20 安康天皇             |  |  | 21 雄略天皇 | 21 雄略天皇 | 21 雄略天皇 | 21 雄略天皇 | 21 雄略天皇 | 21 雄略天皇 |  |  |                             |                             |                             |                             |                             |                             |  |  | 乎非王         | 乎非王         | 乎非王         | 乎非王         | 乎非王         | 乎非王         |  |  |                           |                           |                           |                           |                           |                           |  |  |  |  |  |  |  |  |  |  |  |  |  |  |  |  |  |  |  |  |  |  |  |  |  |  |  |  |  |  |
|                           |                           |                           |                           |                           |                           |  |  |              |              |              |              |              |              |  |  |                           |                           |                           |                           |                           |                           |  |  |                         |                         |                         |                         |                         |                         |  |  |             |             |             |             |             |             |  |  |                             |                             |                             |                             |                             |                             |  |  |                |                |                |                |                |                |  |  |                           |                           |                           |                           |                           |                           |  |  |  |  |  |  |  |  |  |  |  |  |  |  |  |  |  |  |  |  |  |  |  |  |  |  |  |  |  |  |
|                           |                           |                           |                           |                           |                           |  |  | 飯豊青皇女   | 飯豊青皇女   | 飯豊青皇女   | 飯豊青皇女   | 飯豊青皇女   | 飯豊青皇女   |  |  | 24 仁賢天皇               | 24 仁賢天皇               | 24 仁賢天皇               | 24 仁賢天皇               | 24 仁賢天皇               | 24 仁賢天皇               |  |  | 23 顕宗天皇             | 23 顕宗天皇             | 23 顕宗天皇             | 23 顕宗天皇             | 23 顕宗天皇             | 23 顕宗天皇             |  |  | 22 清寧天皇 | 22 清寧天皇 | 22 清寧天皇 | 22 清寧天皇 | 22 清寧天皇 | 22 清寧天皇 |  |  | 春日大娘皇女 （仁賢天皇后） | 春日大娘皇女 （仁賢天皇后） | 春日大娘皇女 （仁賢天皇后） | 春日大娘皇女 （仁賢天皇后） | 春日大娘皇女 （仁賢天皇后） | 春日大娘皇女 （仁賢天皇后） |  |  | 彦主人王       | 彦主人王       | 彦主人王       | 彦主人王       | 彦主人王       | 彦主人王       |  |  |                           |                           |                           |                           |                           |                           |  |  |  |  |  |  |  |  |  |  |  |  |  |  |  |  |  |  |  |  |  |  |  |  |  |  |  |  |  |  |
|                           |                           |                           |                           |                           |                           |  |  | 飯豊青皇女   | 飯豊青皇女   | 飯豊青皇女   | 飯豊青皇女   | 飯豊青皇女   | 飯豊青皇女   |  |  | 24 仁賢天皇               | 24 仁賢天皇               | 24 仁賢天皇               | 24 仁賢天皇               | 24 仁賢天皇               | 24 仁賢天皇               |  |  | 23 顕宗天皇             | 23 顕宗天皇             | 23 顕宗天皇             | 23 顕宗天皇             | 23 顕宗天皇             | 23 顕宗天皇             |  |  | 22 清寧天皇 | 22 清寧天皇 | 22 清寧天皇 | 22 清寧天皇 | 22 清寧天皇 | 22 清寧天皇 |  |  | 春日大娘皇女 （仁賢天皇后） | 春日大娘皇女 （仁賢天皇后） | 春日大娘皇女 （仁賢天皇后） | 春日大娘皇女 （仁賢天皇后） | 春日大娘皇女 （仁賢天皇后） | 春日大娘皇女 （仁賢天皇后） |  |  | 彦主人王       | 彦主人王       | 彦主人王       | 彦主人王       | 彦主人王       | 彦主人王       |  |  |                           |                           |                           |                           |                           |                           |  |  |  |  |  |  |  |  |  |  |  |  |  |  |  |  |  |  |  |  |  |  |  |  |  |  |  |  |  |  |
|                           |                           |                           |                           |                           |                           |  |  |              |              |              |              |              |              |  |  |                           |                           |                           |                           |                           |                           |  |  |                         |                         |                         |                         |                         |                         |  |  |             |             |             |             |             |             |  |  |                             |                             |                             |                             |                             |                             |  |  |                |                |                |                |                |                |  |  |                           |                           |                           |                           |                           |                           |  |  |  |  |  |  |  |  |  |  |  |  |  |  |  |  |  |  |  |  |  |  |  |  |  |  |  |  |  |  |
|                           |                           |                           |                           |                           |                           |  |  |              |              |              |              |              |              |  |  | 手白香皇女 （継体天皇后） | 手白香皇女 （継体天皇后） | 手白香皇女 （継体天皇后） | 手白香皇女 （継体天皇后） | 手白香皇女 （継体天皇后） | 手白香皇女 （継体天皇后） |  |  | 25 武烈天皇             | 25 武烈天皇             | 25 武烈天皇             | 25 武烈天皇             | 25 武烈天皇             | 25 武烈天皇             |  |  |             |             |             |             |             |             |  |  |                             |                             |                             |                             |                             |                             |  |  | 26 継体天皇    | 26 継体天皇    | 26 継体天皇    | 26 継体天皇    | 26 継体天皇    | 26 継体天皇    |  |  |                           |                           |                           |                           |                           |                           |  |  |  |  |  |  |  |  |  |  |  |  |  |  |  |  |  |  |  |  |  |  |  |  |  |  |  |  |  |  |
|                           |                           |                           |                           |                           |                           |  |  |              |              |              |              |              |              |  |  | 手白香皇女 （継体天皇后） | 手白香皇女 （継体天皇后） | 手白香皇女 （継体天皇后） | 手白香皇女 （継体天皇后） | 手白香皇女 （継体天皇后） | 手白香皇女 （継体天皇后） |  |  | 25 武烈天皇             | 25 武烈天皇             | 25 武烈天皇             | 25 武烈天皇             | 25 武烈天皇             | 25 武烈天皇             |  |  |             |             |             |             |             |             |  |  |                             |                             |                             |                             |                             |                             |  |  | 26 継体天皇    | 26 継体天皇    | 26 継体天皇    | 26 継体天皇    | 26 継体天皇    | 26 継体天皇    |  |  |                           |                           |                           |                           |                           |                           |  |  |  |  |  |  |  |  |  |  |  |  |  |  |  |  |  |  |  |  |  |  |  |  |  |  |  |  |  |  |
|                           |                           |                           |                           |                           |                           |  |  |              |              |              |              |              |              |  |  |                           |                           |                           |                           |                           |                           |  |  |                         |                         |                         |                         |                         |                         |  |  |             |             |             |             |             |             |  |  |                             |                             |                             |                             |                             |                             |  |  |                |                |                |                |                |                |  |  |                           |                           |                           |                           |                           |                           |  |  |  |  |  |  |  |  |  |  |  |  |  |  |  |  |  |  |  |  |  |  |  |  |  |  |  |  |  |  |
|                           |                           |                           |                           |                           |                           |  |  |              |              |              |              |              |              |  |  |                           |                           |                           |                           |                           |                           |  |  |                         |                         |                         |                         |                         |                         |  |  |             |             |             |             |             |             |  |  |                             |                             |                             |                             |                             |                             |  |  |                |                |                |                |                |                |  |  |                           |                           |                           |                           |                           |                           |  |  |  |  |  |  |  |  |  |  |  |  |  |  |  |  |  |  |  |  |  |  |  |  |  |  |  |  |  |  |

## 后妃・皇子女

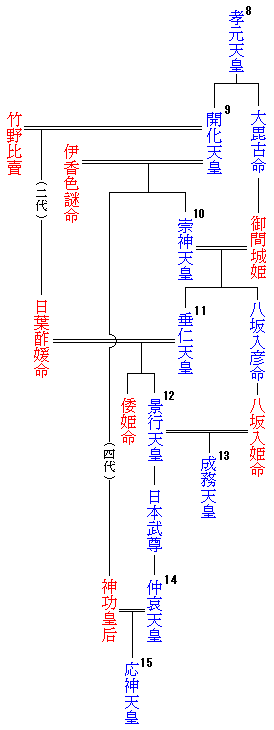
天皇系図 8～15代

- 皇后（前）：播磨稲日大郎姫（はりまのいなびのおおいらつめ） - 若建吉備津日子（孝霊天皇皇子）女
  - 櫛角別王（くしつのわけのみこ）
  - 大碓皇子（おおうすのみこ） - 身毛津君（牟宜都国造）等祖
  - 小碓尊（おうすのみこと、日本武尊） - 仲哀天皇父
- 皇后（後）：八坂入媛命（やさかいりびめのみこと） - 八坂入彦命（崇神天皇皇子）女
  - 稚足彦尊（わかたらしひこのみこと、成務天皇）
  - 五百城入彦皇子（いおきいりびこのみこ）
  - 忍之別皇子（おしのわけのみこ、押別命）
  - 稚倭根子皇子（わかやまとねこのみこ）
  - 大酢別皇子（おおすわけのみこ）
  - 渟熨斗皇女（ぬのしのひめみこ、沼代郎女）
  - 五百城入姫皇女（いおきいりびめのひめみこ）
  - 香依姫皇女（かごよりひめのひめみこ）
  - 五十狭城入彦皇子（いさきいりびこのみこ、気入彦命？） - 御使連祖
  - 吉備兄彦皇子（きびのえひこのみこ）
  - 高城入姫皇女（たかぎいりびめのひめみこ）
  - 弟姫皇女（おとひめのひめみこ）
- 妃：水歯郎媛（みずはのいらつめ） - 磐衝別命女、石城別王妹
  - 五百野皇女（いおののひめみこ、久須姫命） - 伊勢斎宮
- 妃：五十河媛（いかわひめ）
  - 神櫛皇子（かむくしのみこ） - 讃岐公（讃岐国造）・酒部公祖
  - 稲背入彦皇子（いなせいりびこのみこ） - 佐伯直・播磨直（播磨国造）祖
- 妃：高田媛（たかだひめ） - 阿部氏阿部木事女
  - 武国凝別皇子（たけくにこりわけのみこ） - 伊予御村別・和気公等祖
- 妃：日向髪長大田根（ひむかのかみながおおたね）
  - 日向襲津彦皇子（ひむかのそつびこのみこ）
- 妃：襲武媛（そのたけひめ）
  - 国乳別皇子（くにちわけのみこ）
  - 国背別皇子（くにせわけのみこ、宮道別皇子）
  - 豊戸別皇子（とよとわけのみこ）
- 妃：日向御刀媛（ひむかのみはかしびめ）
  - 豊国別皇子（とよくにわけのみこ） - 日向国造祖
- 妃：伊那毘若郎女（いなびのわかいらつめ） - 若建吉備津日子女、播磨稲日大郎姫妹で『日本書紀』一書では皇后とする
  - 真若王（まわかのみこ、真稚彦命）
  - 彦人大兄命（ひこひとおおえのみこと）[注 2]
- 妃：五十琴姫命（いごとひめのみこと） - 物部胆咋宿禰女
  - 五十功彦命（いごとひこのみこと） - 伊勢刑部君、三川三保君祖
- 妃：迦具漏比売（かぐろひめ）- ヤマトタケルの曾孫、名は須売伊呂大中日子王[注 3]の女
  - 大江王（おおえのみこ）
- （以下は母不詳、多くは『先代旧事本紀』に拠る）
  - 若木之入日子王（わかきのいりひこのみこ） - 五十狭城入彦皇子と同一人か
  - 銀王（しろがねのみこ、女性）
  - 稚屋彦命（わかやひこのみこと）
  - 天帯根命（あまたらしねのみこと）
  - 武国皇別命（たけくにこうわけのみこ） - 武国凝別命と同一人か
  - 大曽色別命（おおそしこわけのみこと）
  - 石社別命（いわこそわけのみこと）
  - 武押別命（たけおしわけのみこと）- 忍之別命と同一人か
  - 豊門別命（とよとわけのみこと） - 豊戸別皇子と同一人、三嶋水間君、庵智首、壮子首、粟首、筑紫火別君祖
  - 不知来入彦命（いさくいりひこのみこと） - 五十狭城入彦皇子と同一人
  - 曽能目別命（そのめわけのみこと）
  - 十市入彦命（とおちいりびこのみこと）
  - 襲小橋別命（そのおはしわけのみこと） - 菟田小橋別祖
  - 色己焦別命（しここりわけのみこと）
  - 息長彦人大兄水城命（おきながのひこひとおおえのみずきのみこと） - 彦人大兄命と同一人か、庵智白幣造祖
  - 熊忍津彦命（くまのおしつひこのみこと） - 日向穴穂別祖
  - 武弟別命（たけおとわけのみこと） - 立知備別祖
  - 櫛見皇命（くしみみこのみこと） - 讃岐国造祖
  - 草木命（くさきのみこと） - 日向君祖
  - 稚根子皇子命（わかねこのみこのみこと） - 稚倭根子皇子と同一人か
  - 兄彦命（えひこのみこと） - 大分穴穂御埼別、海部直、三野之宇泥須別祖先
  - 宮道別命（みやぢわけのみこと） - 国背別皇子と同一人
  - 手事別命（たごとわけのみこと）
  - 大我門別命（おおあれとわけのみこと）
  - 三川宿禰命（みかわのすくねのみこと）
  - 豊手別命（とよてわけのみこと）
  - 倭宿禰命（やまとのすくねのみこと） - 三川大伴部直祖
  - 豊津彦命（とよつひこのみこと）
  - 弟別命（おとわけのみこと） - 牟宜都君祖
  - 大焦別命（おおこりわけのみこと）

『古事記』によれば記録に残っている御子が21人、残らなかった御子が59人、合計80人の御子がいたことになっている。また『日本書紀』では前代の垂仁天皇までは天皇の子女を「～命（みこと）」と表記するが、景行天皇以後は基本的に「～皇子」「～皇女」と表記している。

## 年譜
『日本書紀』の伝えるところによれば、以下のとおりである。機械的に西暦に置き換えた年代については「上古天皇の在位年と西暦対照表の一覧」を参照。
- 垂仁天皇17年
  - 誕生
- 垂仁天皇37年
  - 1月1日、皇太子に立てられる
- 景行天皇元年
  - 7月、即位
- 景行天皇2年
  - 3月、播磨稲日大郎姫を立后
- 景行天皇3年
  - 2月、屋主忍男武雄心命に紀伊国の神祇を祀らせる。武雄心命はその後9年の間に影媛を娶り武内宿禰を儲ける。
- 景行天皇4年
  - 2月、美濃国に行幸。泳宮（くくりのみや、岐阜県可児市）に滞在。八坂入媛命を妃とする。
  - 2月、大碓命が美濃の美人と密通
  - 11月、纒向日代宮に遷都
- 景行天皇12年
  - 7月、熊襲が背き朝貢せず
  - 8月、筑紫に親征開始
  - 9月、周防国佐波郡で四人の首長を征伐、豊前国京都郡へ
  - 10月、豊後国の來田見邑で土蜘蛛征伐
  - 11月、日向国へ。仮宮として高屋宮を造営
  - 12月、熊襲梟師を征伐
- 景行天皇13年
  - 5月、襲国平定
- 景行天皇17年
  - 御刀媛を娶る。子孫は日向国造となる
  - 3月、襲国を日向国と名付け、思邦歌を歌う
- 景行天皇18年
  - 3月、夷守（宮崎県小林市）へ
  - 4月、熊縣（熊本県人吉市）で弟熊を征伐、葦北（熊本県水俣市）へ
  - 5月、八代県（熊本県八代市）の豊村へ。国を火国と名付ける。
  - 6月、高来県（長崎県島原市）、玉杵名邑（熊本県玉名市）を経て阿蘇国へ
  - 7月、筑紫後国の御木（福岡県大牟田市）、八女県（福岡県八女市）へ
  - 8月、的邑（福岡県うきは市）へ
- 景行天皇19年
  - 9月、帰国
- 景行天皇20年
  - 2月、五百野皇女に天照大神を祀らせる
- 景行天皇25年
  - 7月、武内宿禰を遣わして、北陸・東方諸国を視察させる。
- 景行天皇27年
  - 2月、武内宿禰が帰還。蝦夷の存在と土地の豊かさを報告
  - 8月、熊襲が再叛
  - 10月、小碓尊（16歳）が熊襲征伐に出発
  - 12月、小碓尊が熊襲の川上梟師を暗殺、以後日本武尊と名乗る
- 景行天皇28年
  - 2月、日本武尊が帰国
- 景行天皇40年
  - 7月、大碓皇子に東国遠征を命じるが拒絶、代わりに美濃に封じる
  - 10月、日本武尊が東国遠征に出発
- （景行天皇41年）
  - 日本武尊が帰途に伊勢国能褒野で病没（30歳）
- 景行天皇43年
  - 日本武尊を伊勢国に埋葬し、大和国と河内国にも白鳥陵を造り武部（たけるべ）を定める
- 景行天皇51年
  - 8月、稚足彦尊を立太子し、武内宿禰を棟梁の臣とする
  - 佐伯部を定め日本武尊が連れ帰った蝦夷を諸国に送る
- 景行天皇52年
  - 5月、皇后崩御
  - 7月、八坂入媛命を立后
- 景行天皇53年
  - 8月、日本武尊を追慕し東国巡幸。伊勢国を経て東国へ
  - 10月、上総国の淡水門へ
  - 12月、伊勢の綺宮へ戻る
- 景行天皇54年
  - 9月、帰国
- 景行天皇55年
  - 2月、彦狭島王が東国へ赴任。途上の春日穴咋邑で薨去、上野国で葬られる
- 景行天皇56年
  - 8月、彦狭島王の子の御諸別王が東国へ赴任
- 景行天皇57年
  - 9月、坂手池を造成
  - 10月、田部屯倉を興す
- 景行天皇58年
  - 2月、近江国に行幸。志賀高穴穂宮に滞在すること3年
- 景行天皇60年
  - 11月、崩御。宝算は106歳[注 4]（『古事記』では137歳）
- 成務天皇2年
  - 11月、山邊道上陵に葬られた

## 宮
宮（皇居）の名称は、『日本書紀』では纒向日代宮（まきむくのひしろのみや）。伝承地は現在の奈良県桜井市穴師。
また晩年の景行天皇58年には、近江国に行幸して、志賀高穴穂宮（しがのたかあなほのみや、現在の滋賀県大津市穴太か）に滞在したと見える。その他の宮については上記の年譜を参照。

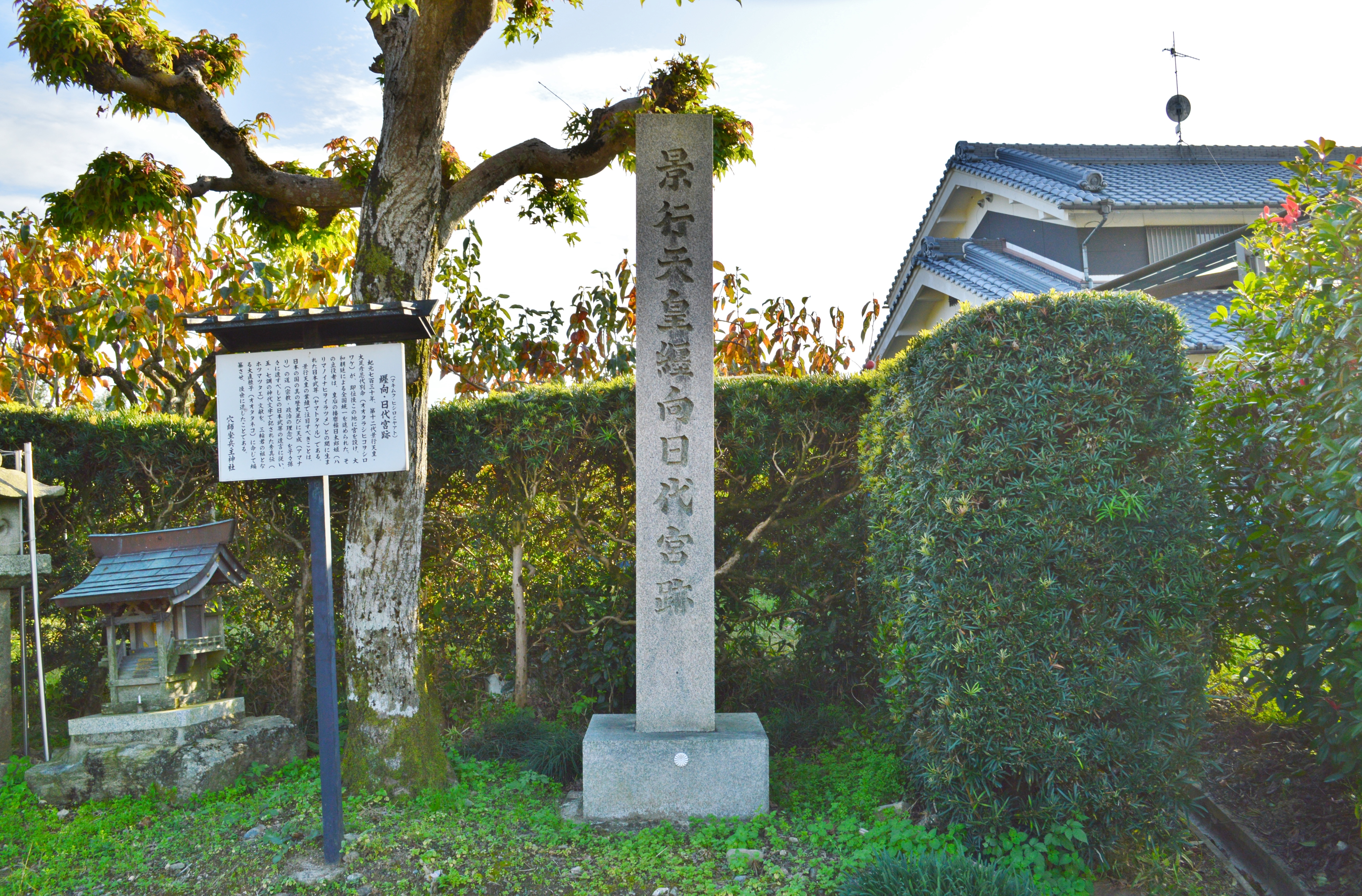
景行天皇 纒向日代宮跡碑（奈良県桜井市）
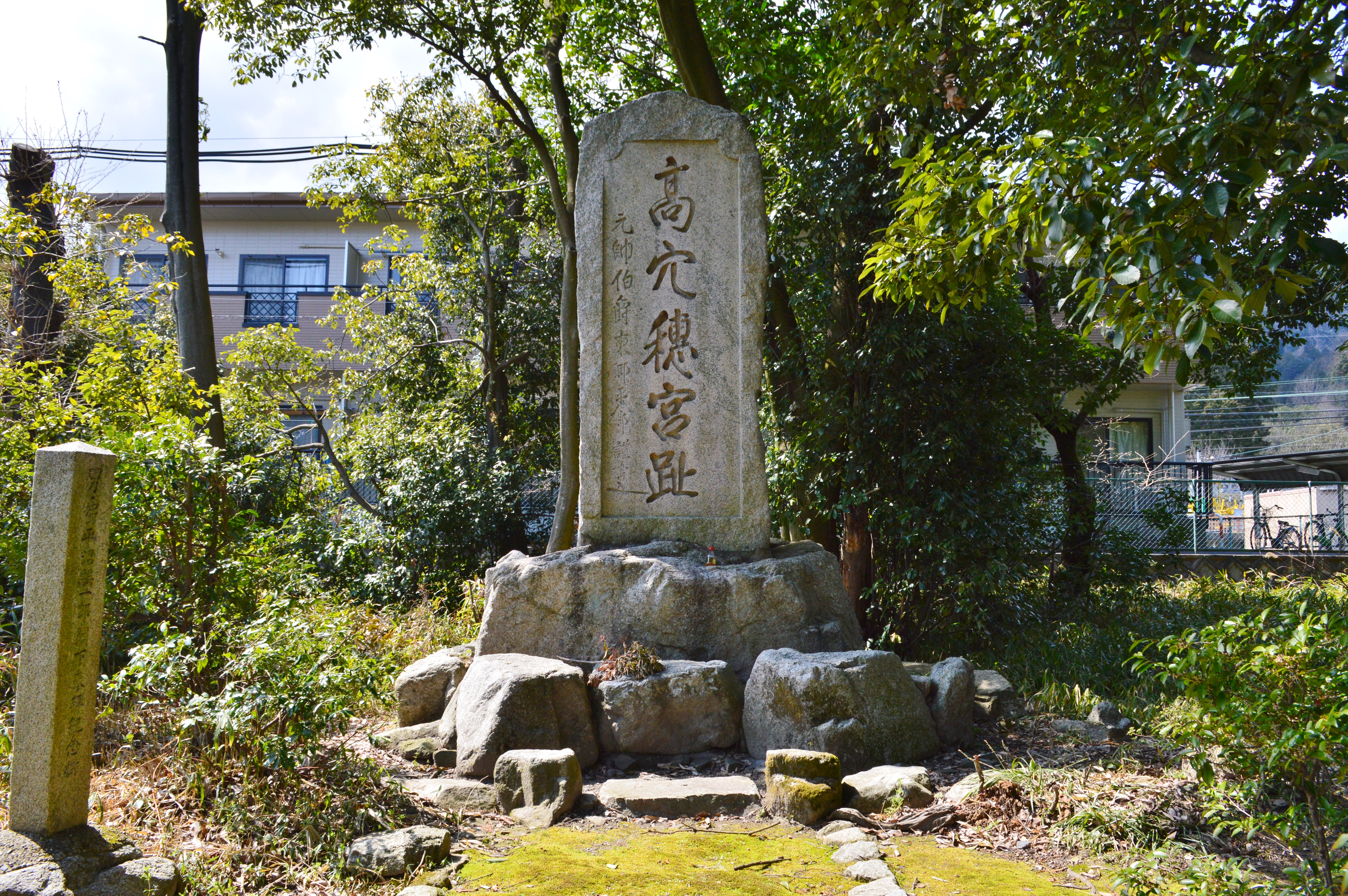
高穴穂宮趾碑（滋賀県大津市）

## 陵・霊廟

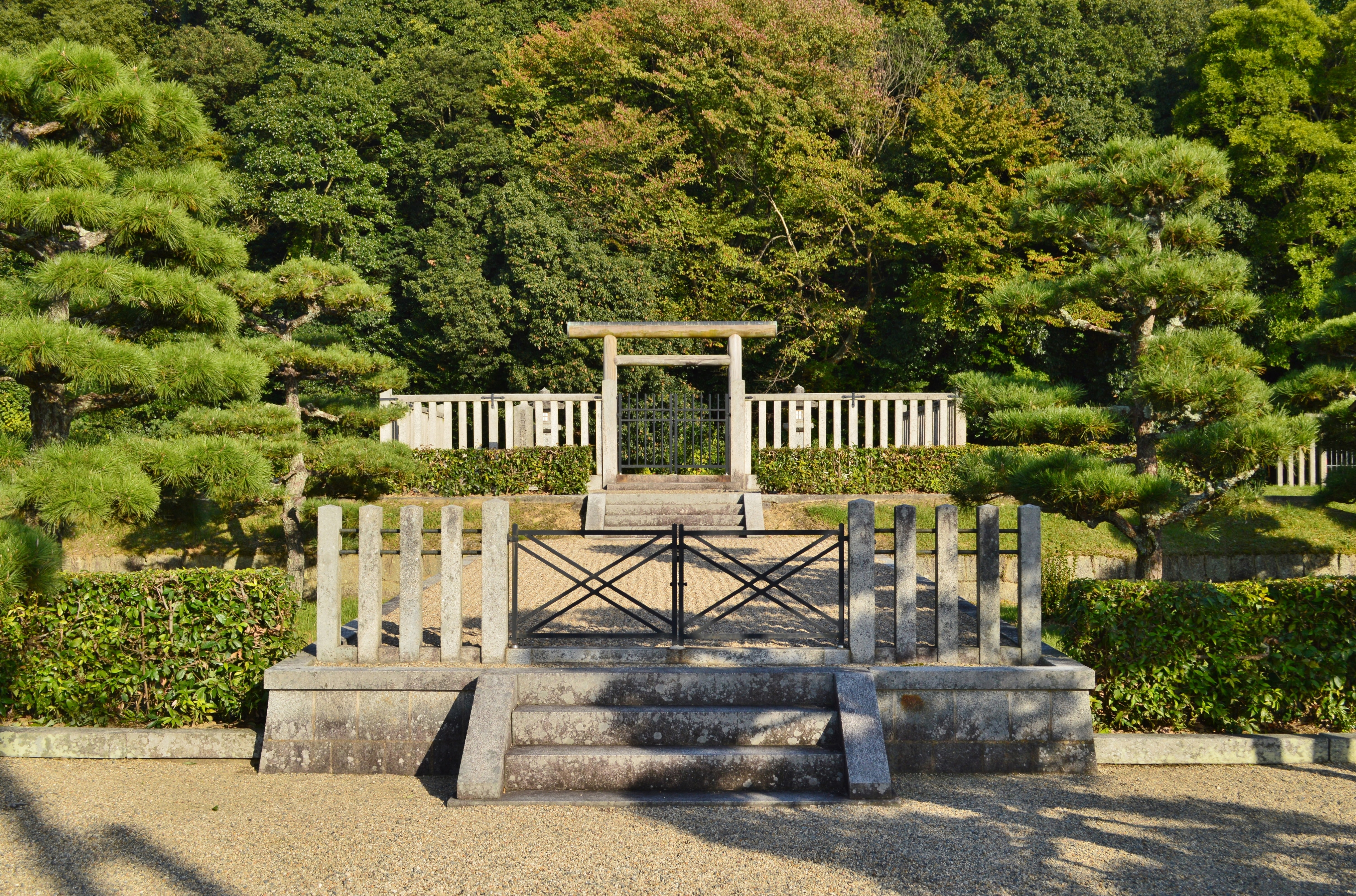
景行天皇 山邊道上陵
（奈良県天理市）

陵（みささぎ）の名は山邊道上陵（山辺道上陵：やまのべのみちのえのみささぎ）。宮内庁により奈良県天理市渋谷町にある遺跡名「渋谷向山古墳」に治定されている。墳丘長300メートルの前方後円墳である。宮内庁上の形式は前方後円。
『古事記』には「御陵は山邊の道上にあり」とある。『延喜式』諸陵寮では「山邊道上陵」として兆域は東西2町・南北2町、陵戸1烟で遠陵としている。
また皇居では、皇霊殿（宮中三殿の1つ）において他の歴代天皇・皇族とともに天皇の霊が祀られている。

## 伝承
※ 史料は、特記のない限り『日本書紀』に拠る。

### 立太子
ある日、父の活目天皇（垂仁天皇）は大足彦尊（後の景行天皇）とその兄の五十瓊敷命に欲しいものを言うよう尋ねた。兄の五十瓊敷命は弓矢を求めた。弟の大足彦尊はなんと皇位を求めた。その通りに兄は弓矢を与えられ、弟は太子に立てられた。

### 踏石の誓約
豊後国の土蜘蛛に苦戦していたときのことである。長さ六尺、幅三尺、厚さ一尺五寸の石を見かけたので、これで誓約（うけい）をすることにした。志我神、直入物部神、直入中臣神の三神に祈り「土蜘蛛を討ち果たせるのであれば、この石は柏の葉のように飛ぶだろう」と蹴とばした。果たして石は空高く舞い上がり、土蜘蛛を無事征伐することができた。この石を踏石という。

### 彦嶽宮[6]
景行十八年四月（88年）に熊津彦討伐のため御軍を率いて九州に上陸され、山鹿郡大宮の地にある高天山（現在の震嶽）に行宮を営まれた。天皇が行宮において窮地に陥った際、天神地祇に祈念すると俄かに高天山で地震が起こり、敵軍はたちまち敗走した。天皇は神恩を感謝し、高天山に八神殿を祀り(後千田の八島、下吉田宮にまつられていると云う)、彦岳に三宮を祀り、従者吉田某をこの地に止め、神事に当たらせた。これが彦嶽宮の由緒であるという。その後、阿蘇へ向かって天皇が出立された後で土地の人々は高天山のことを揺ヶ嶽(ゆるぎがたけ)と呼ぶようになった。

### 建部大神
日本武尊は東征の帰路、近江国造の租である意布多牟和気の娘である布多遅比売命を娶った。その後、景行天皇46年、日本武尊の死後、御子である建部稲依別命は住んでいた神崎郡建部郷千草嶽（現・東近江市五個荘伊野部町付近の箕作山）の地に日本武尊を「建部大神」として祀ったとされる。伝承では千草嶽には孝安天皇の御代から大国主命と事代主神が祀られており、稲依別命は建部大神たる父日本武尊を合祀した形となっている。建部郷の「建部」の名は日本武尊をしのんで名代として名付けられたことに因むといい、他にも各地に設けられているとされる。

### 孝霊山
伯耆国高杉神社社伝によると孝霊山は景行天皇（大足彦命）の草創の地で、八坂入媛命との間に生まれた皇子である押別命が居住されたという伝説が残っており、近くの山麓にある向山古墳群は皇族代々の宗廟と伝わっている。

### 地名由来説話

#### 水嶋と火国
筑紫巡狩中のこと、葦北（熊本県水俣市）に至った皇軍は小島に渡って食事をすることになり、小左（おひだり）という者が冷たい水を持ってくるよう命じられた。しかし島に水はない。切羽詰まった小左が天神地祇に祈ると崖から寒泉（しみず）が湧き出してきた。そこでこの島を水嶋という。半月ほど経って葦北から船出し、日が暮れたところで岸がどこにあるかわからなくなった。遠くに火が見えたので、それを目印に船を進めることにした。無事に岸に着き、そこが八代県の豊村だとわかった。しかし火については何もわからなかった（不知火）。人が起こした火ではないのだろうということで、その国を火国と名付けた。

#### 御木
筑紫巡狩中のことである。筑紫後国に至った天皇が高田行宮（たかたのかりのみや）に留まっていたところ巨大な倒木をみかけた。長さは九百七十丈（1.75km）もあり、このように歌われていた。
- 朝しもの 御木のさ小橋 群臣（まえつきみ） い渡らすも 御木のさ小橋

天皇が老人に尋ねたところ、この歴木（くぬぎ）はまだ倒れていないころは朝日の影が西の杵島山を隠し、夕日の影が東の阿蘇山を隠したという。とても神聖な木であろうということで、この土地を御木（福岡県大牟田市）と名付けた。

#### 八女
筑紫巡狩中、八女県（福岡県八女市）に至った天皇は山々が重なっている様子が麗しいと褒めたたえ、もしや神がいるのではないかとすら思った。すると水沼県主の猿大海（さるおおみ）が進み出て「八女津媛（やめつひめ）という女神が常に山の中にいます」と答えた。八女という地名はこの神に由来するという。

#### 的邑
筑紫巡狩中のことである。皇軍がある場所で食事をした際、膳夫（料理人）が盞（うき、杯）を忘れてしまった。そこでこの盞（うき）を忘れた場所を浮羽（うきは）といい、訛って的邑（いくはのむら）という。後に生葉郡（いくはぐん）と改められた。明治29年に浮羽郡（うきはぐん）となり、2005年以降は市町村合併により、うきは市となっている。

### 磐鹿六鴈
日本武尊を忍ぶ東国巡幸中のことである。上総国から淡水門を渡るときにミサゴの声が聞こえたので、天皇はその姿を見ようと海の中に入った。そして白蛤（うむぎ）を得た。磐鹿六鴈（いわかむつかり）という者がすかさず、その白蛤を膾にして蒲の葉に乗せて献上した。天皇はこれを誉めて膳大伴部（かしわでのおおともべ）、つまり御食を供する機関を与えた。磐鹿六鴈は今でも「料理の祖神」として高家神社（千葉県南房総市）や高椅神社（栃木県小山市）などで祭られている。『高橋氏文』逸文にはさらに詳しい話が残る。

## 考証

### 実在性

#### 非実在説
「タラシヒコ」という称号は第5代孝昭天皇皇子天足彦国押人命や12代景行・13代成務・14代仲哀の3天皇が持ち、時代が下って7世紀前半に在位した34代舒明・35代皇極（37代斉明）の両天皇も同じ称号をもつことから、タラシヒコの称号は7世紀前半のものであるとして、12,13,14代の称号は後世の造作と考える説があり、景行天皇の実在性には疑問が出されている。実際、記紀では専ら「オオタラシヒコ」（大足彦、大帯日子）と表記されていることが多い。
また、前述の伝承ならびに事績はその大半が日本書紀に拠ったものである。その『日本書紀』でも、半分以上が子の日本武尊の征討伝説に充てられており、景行天皇自身に纏わる話はかなり少ない。『古事記』にいたっては、事績のほとんどが倭建命の征討伝説に割かれており、景行天皇自身に纏わる話は全くと言ってよいほど出てこない。このことから、景行天皇が実在した可能性が低いとする説がある。
景行天皇が宮都を営んだとされる志賀高穴穂宮は考古学的な証拠が全く無いので、景行天皇の実在にも疑いがある。

#### 実在説
「オオタラシヒコオシロワケ」の「オオタラシヒコ」という称号は後世の造作と考えられるが、「オシロワケ」の部分が15代応神天皇の「ホムダワケ」（誉田別、品陀和気）と共通して「ワケ」を含んでいることから、「オシロワケ」という実名を基に和風諡号が作られた可能性があるため実在した可能性が高いとする説もある。また古代から「若帯部」などの存在が確認されており、「タラシ」が古い歴史を持っていたことを考慮すると、これら諸天皇の称号が必ずしも後世の造作とはいえないともされる。5世紀後期に実在した雄略天皇の皇女にも稚足姫皇女がおり、『古事記』では皇室と無関係の大国主神の系図に遠津山岬帯神の名が見える。
『古事記』の景行天皇の記事は少ないが、その他の天皇や実在性の高い5世紀代の天皇の事績についても、『日本書紀』に比べて圧倒的に記事が少ない。

### 日本書紀の年代
日本書紀で景行天皇が九州に巡幸した年代を機械的に西暦に換算すると82年から89年、東国巡幸は123年から124年になる。また日本武尊の西征は97年から98年、東征は110年から111年であり、どちらも帥升が後漢に朝貢した107年の前後になる。そのため書紀の編者は帥升を景行天皇またはヤマトタケルと考えていたことが推測される。

### 征討伝説
景行天皇の時代には、天皇自身による西征、その皇子であるヤマトタケルによる東征・西征はヤマト王権の東西への勢力拡大のエピソードが集約されたものと考えられ、また天皇の実際の治世とする説が強い4世紀に発生した畿内型古墳の地方への拡散という考古学的な見地も考慮すると、全くの創作であるとは言いがたい。ただし、西征に関しては、『古事記』には天皇の西征が載せられていない上、内容の共通部分の存在から天皇の西征とヤマトタケルの西征は元々1つの説話であった可能性が高いとされる（ただし、ヤマトタケルの西征から天皇の西征が分かれたとする説と天皇の西征からヤマトタケルの西征が分かれたとする両説がある）。
こうした伝説の原型は、倭の五王が中国に使者を送るようになった5世紀には存在したと考えられ（倭王武の上表文に東征・西征に関する記述があるため）、その後も様々な説話が付け加えられながら、『古事記』・『日本書紀』に記された形になっていったと推測される。

## 登場する作品
小説
- 白鳥の王子 ヤマトタケル・シリーズ - 黒岩重吾の小説。1990年 - 2000年。
  - 大和の巻
  - 西戦の巻
  - 東征の巻
  - 終焉の巻